# Rehimena
Rehimena is een geslacht van vlinders van de familie van de grasmotten (Crambidae), uit de onderfamilie van de Spilomelinae. De wetenschappelijke naam voor dit geslacht is voor het eerst gepubliceerd in 1866 door Francis Walker. Walker beschreef ook de eerste soort uit het geslacht, Rehimena dichromalis uit India, die als typesoort is aangeduid.

## Soorten
- R. auritincta (Butler, 1886)
- R. cissophora (Turner, 1908)
- R. dichromalis Walker, 1866
- R. hypostictalis Hampson, 1908
- R. infundibulalis (Snellen, 1880)
- R. leptophaes (Turner, 1913)
- R. monomma (Warren, 1896)
- R. phrynealis (Walker, 1859)
- R. reductalis  Caradja, 1932
- R. stictalis Hampson, 1908
- R. straminealis South, 1901
- R. striolalis (Snellen, 1890)
- R. surusalis (Walker, 1859)
- R. unimaculalis Hampson, 1912
- R. variegata Inoue, 1996
- R. villalis Swinhoe, 1906